# Alan Cumming
Alan Cumming (Aberfeldy (Perth and Kinross), 27 januari 1965) is een Schotse acteur, producent, regisseur en schrijver.

## Carrière
Cumming is vooral bekend als Boris Grishenko in GoldenEye. Zijn eerste film was Bernard and the Genie uit 1991. Daarna heeft hij in films gespeeld als X2, Spy Kids en Son of the Mask. Hij is biseksueel.

## Filmografie

### Als acteur
- The Smurfs: The Legend of Smurfy Hollow (2013) - McSmurf (stem)
- The Smurfs 2 (2013) - McSmurf (stem)
- Any Day Now (2012) – Rudy Donatello
- De Smurfen (2011) – McSmurf (stem)
- Burlesque (2010) – Alexis
- Riverworld (2010) – Judas Caretaker
- Jackboots on Whitehall (2010) – (stem Hitler en Braveheart)
- The Tempest (2010) – Sebastian
- The Good Wife (2010-2016) – Eli Gold
- Dare (2009) – Grant Matson
- It's Complicated (2009) – Acteur op TV (niet op aftiteling)
- Boogie Woogie (2009) – Dewey
- Suffering Man's Charity (2007) – John Vandermark
- Gray Matters (2007) – Gordy
- The L Word (2006) – Billie Blaikie
- Full Grown Men (2006) – Lifter
- Sweet Land (2005) – Jonge Frandsen
- Neverwas (2005) – Jake
- Ripley Under Ground (2005) – Jeff Constant
- Reefer Madness (2005) – Docent / Geit-Man / FDR
- Son of the Mask (2005) – Loki
- Eighteen (2005) – Vader Chris
- Garfield (2004) (stem) – Persnikitty
- Spy Kids 3-D: Game Over (2003) – Fegan Floop
- X2 (2003) – Kurt Wagner / Nightcrawler
- Nicholas Nickleby (2002) – Mr. Folair
- Spy Kids 2: The Island of Lost Dreams (2002) – Fegan Floop
- Spy Kids (2001) – Fegan Floop
- Josie and the Pussycats (2001) – Wyatt Frame
- Investigating Sex (2001) – Sevy
- The Anniversary Party (2001) – Joe Therrian
- Get Carter (2000) – Jeremy Kinnear
- Company Man (2000) – Gen. Batista
- The Flintstones in Viva Rock Vegas (2000) – Gazoo / Mick Jagged
- Urbania (2000) – Brett
- Annie (1999) – Daniel Francis "Rooster" Hannigan
- Eyes Wide Shut (1999) – Hotel receptionist
- Plunkett & Macleane (1999) – Lord Rochester
- Titus (1999) – Saturninus
- Buddy (1997) – Dick Croner
- Spice World (1997) – Piers
- Romy and Michele's High School Reunion (1997) – Sandy Frink
- Emma (1996) – Mr. Elton
- GoldenEye (1995) – Boris Grishenko
- Circle of Friends (1995) – Sean Walsh
- Black Beauty (1994) (stem) – Black Beauty
- Second Best (1994) – Bernard
- Micky Love (1993) – Greg Deane
- Prague (1992) – Alexander Novak
- Bernard and the Genie (1991) – Bernard Bottle

### Als regisseur
- Suffering Man's Charity (2007)
- The Anniversary Party (2000)
- Burn Your Phone (1996)
- Butter (1994)

### Als (co)producent
- Suffering Man's Charity (2007, uitvoerend producent)
- Full Grown Men (2006, medeproducent)
- Sweet Land (2005, producent)
- The Anniversary Party (2000, producent)

### Als schrijver
- The Anniversary Party (2000)
- Butter (1994)